# NGC 6349
NGC 6349 est une vaste et lointaine galaxie lenticulaire située dans la constellation d'Hercule. Sa vitesse par rapport au fond diffus cosmologique est de 11 510 ± 29 km/s, ce qui correspond à une distance de Hubble de 169,8 ± 11,9 Mpc (∼554 millions d'al). NGC 6349 a été découverte par l'astronome français Édouard Stephan en 1879.
L'image obtenue des données du relevé SDSS ne montre aucun bras spiral. La classification de galaxie lenticulaire indiquée sur la base de données HyperLeda décrit mieux cette galaxie.